# Henry Houghton Trivick
Henry Houghton Trivick (* 1908; † 1982) war ein britischer Maler, Lithograf und Autor von Kunstbüchern.

## Biografie
Henry Trivick studierte auf der Central Saint Martins College of Art and Design in London, wo er später Lithografie unterrichtete. Trivick war ein Freund des Malers Stanley Spencer, dem er Lithografie-Kunst lehrte.

## Werke
- Autolithography. Faber and Faber, London 1969. ISBN 0571039715
- The Craft and Design of Monumental Brasses. J. Baker, Humanities P., London, New York 1969. ISBN 021299820X (Wiederabdruck als: The Picture Book of Brasses in Gilt. Scribner, New York 1972. ISBN 0684130998)